# Vanilla ribeiroi
Vanilla ribeiroi är en orkidéart som beskrevs av Frederico Carlos Hoehne. Vanilla ribeiroi ingår i släktet Vanilla och familjen orkidéer. Inga underarter finns listade i Catalogue of Life.